# Fernando Domingos de Souza
Fernando Domingos de Souza (Rio de Janeiro, 25 de março de 1931 - 16 de outubro de 2008) foi um futebolista brasileiro que atuava como goleiro.

## Carreira
Atuou como goleiro do Clube de Regatas Flamengo de 1957 a 1963. Pelo rubro-negro, fez 168 jogos, sendo 101 vitórias, 30 empates e 37 derrotas.

## Títulos
Flamengo
- Troféu Sporting Club de Portugal: 1958
- Torneio Internacional de Israel: 1958
- Taça Renato Pacheco Marques: 1958
- Torneio Internacional Hexagonal de Lima: 1959
- Torneio Octagonal Sul-Americano: 1961
- Troféu Arturo Frondizi Escoli: 1961
- Torneio Rio-São Paulo: 1961

### Prêmios
- Em 1955 ganhou o Prêmio Belfort Duarte[1][2][3], que homenageia o jogador de futebol profissional que passa dez anos sem sofrer uma expulsão, tendo jogado pelo menos 200 partidas nacionais ou internacionais.

## Morte
Faleceu em 16 de outubro de 2008 com 77 anos vítima de ataque cardíaco.